# Arcidiocesi di Rennes

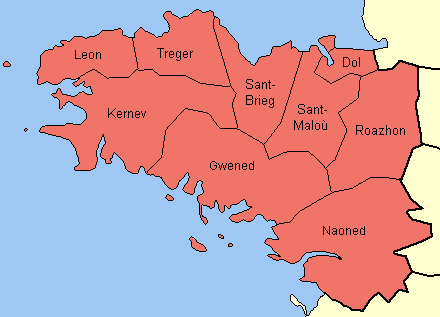
Le diocesi storiche della Bretagna prima della rivoluzione francese: quella di Rennes è indicata con il nome bretone di Roazhon.

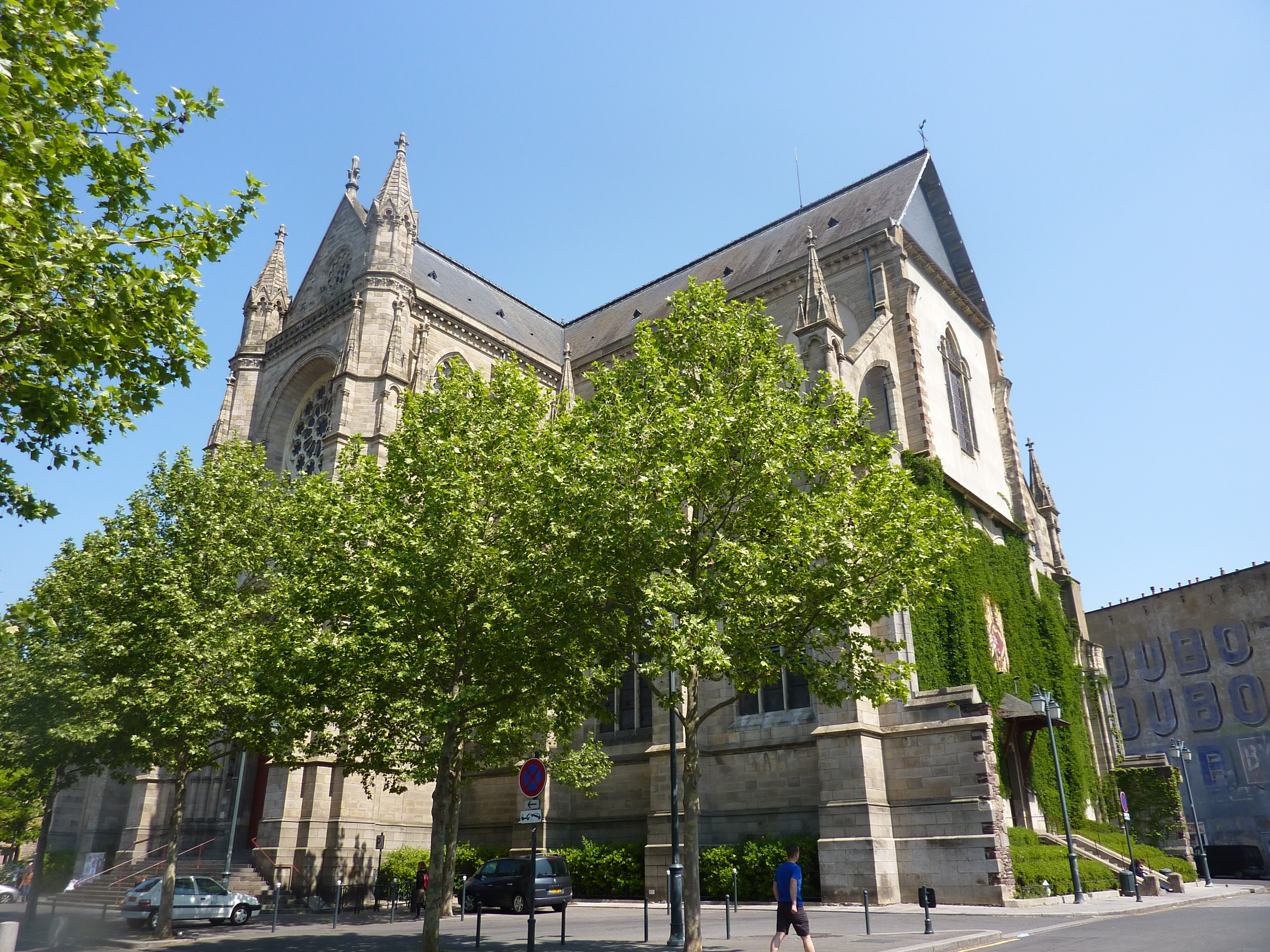
La basilica Saint-Aubin di Rennes.

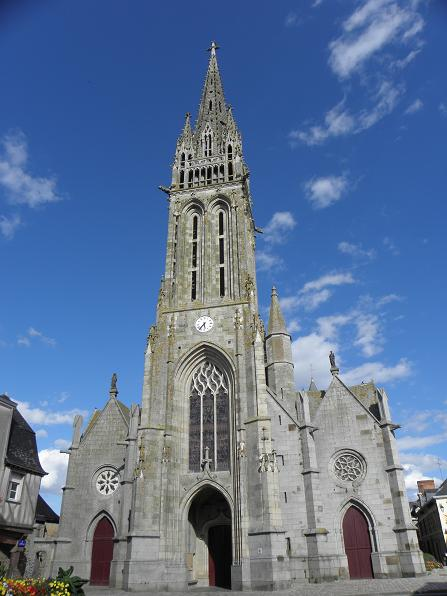
La basilica Notre-Dame di La Guerche-de-Bretagne del XIII secolo.

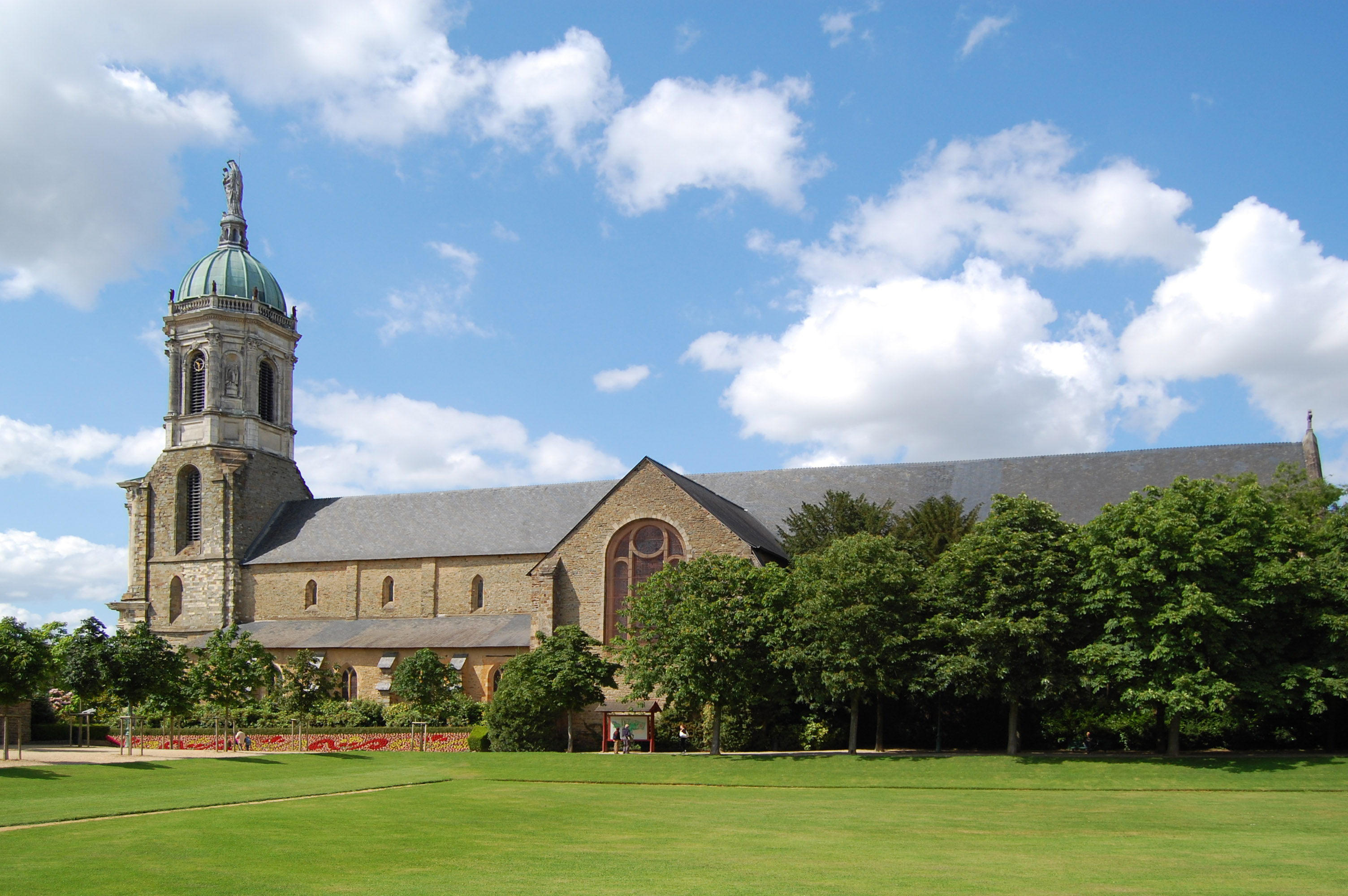
La chiesa di Notre-Dame-en-Saint-Melaine, che dal 1803 al 1844 funse da procattedrale diocesana.

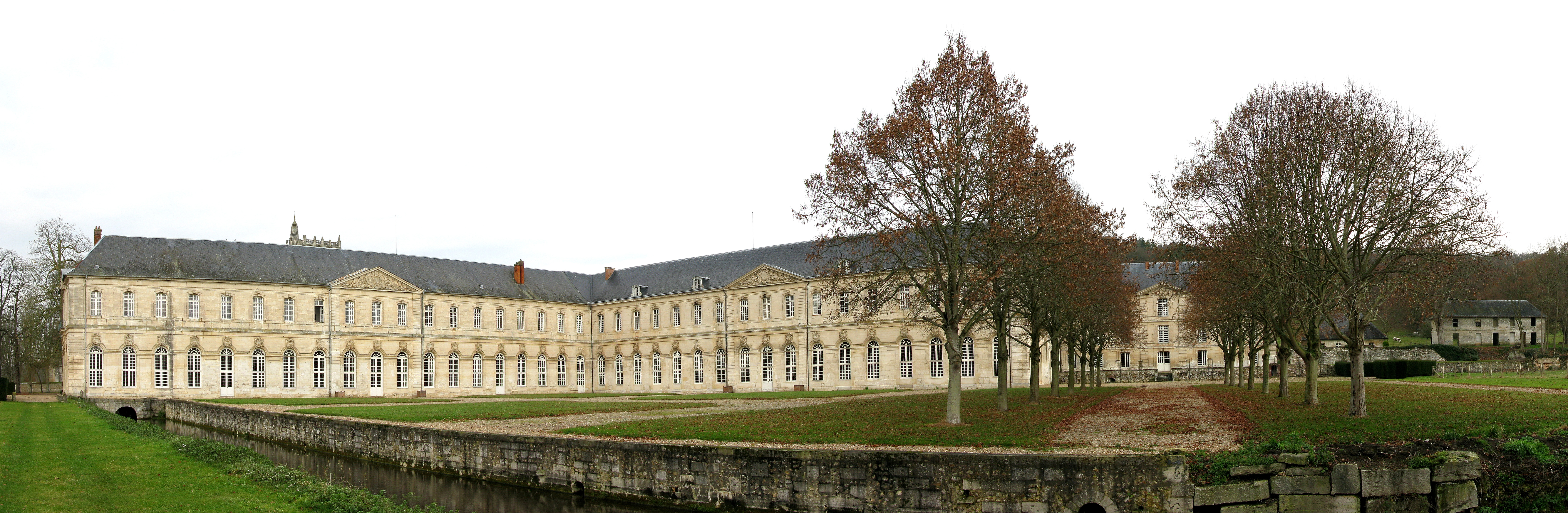
L'abbazia di Notre-Dame du Bec, fondata nell'XI secolo, dal 1801 fa parte della diocesi di Évreux.

L'arcidiocesi di Rennes (in latino Archidioecesis Rhedonensis) è una sede metropolitana della Chiesa cattolica in Francia. Nel 2022 contava 873.000 battezzati su 1.078.000 abitanti. È retta dall'arcivescovo Pierre d'Ornellas.

## Territorio
L'arcidiocesi è situata nella parte orientale della Bretagna e comprende il dipartimento francese d'Ille-et-Vilaine.
Sede arcivescovile è la città di Rennes, dove si trova la cattedrale di San Pietro. Nel territorio si ergono anche le due ex cattedrali di Dol e di Saint-Malo, dedicate rispettivamente a San Sansone e a San Vincenzo. L'arcidiocesi annovera inoltre tre basiliche minori: Notre-Dame de l'Assomption a La Guerche-de-Bretagne, Saint-Aubin e Saint-Sauveur et Notre-Dame des Miracles et des Vertus a Rennes.
Il territorio si estende su 6.786 km² ed è suddiviso in 74 parrocchie, raggruppate in 32 decanati.

### Provincia ecclesiastica
La provincia ecclesiastica di Rennes, creata nel 1859, è oggi costituita dalle seguenti suffraganee:
- Diocesi di Angers
- Diocesi di Laval
- Diocesi di Le Mans
- Diocesi di Luçon
- Diocesi di Nantes
- Diocesi di Quimper
- Diocesi di Saint-Brieuc
- Diocesi di Vannes

## Storia
Oscure sono le origini dell'evangelizzazione della Bretagna e della regione di Rennes. La tradizione attribuisce a san Massimino, discepolo di Gesù e compagno di san Lazzaro e di santa Maria Maddalena in Provenza, la diffusione del vangelo e la fondazione di una comunità cristiana nella capitale bretone.
La diocesi è attestata storicamente a partire dal V secolo. Un suo vescovo partecipò al concilio di Angers del 453, mentre Atenio assistette a quello di Tours del 461.
Condate, capitale del popolo celtico dei Redoni, era una civitas della provincia romana della Gallia Lugdunense terza, come testimoniato dalla Notitia Galliarum dell'inizio del V secolo. Dal punto di vista religioso, come di quello civile, Rennes dipendeva dalla provincia ecclesiastica dell'arcidiocesi di Tours, sede metropolitana provinciale.
Verso il IX secolo le campagne erano già completamente cristianizzate e la diocesi contava su una rete diffusa di parrocchie.
Nell'XI secolo fu fondata da Erluino l'abbazia di Notre-Dame du Bec, che divenne uno dei più importanti centri culturali medievali. Alla sua scuola si formarono Lanfranco di Canterbury, Anselmo d'Aosta, Teobaldo di Bec, che divennero tutti arcivescovi di Canterbury. Molti vescovi, oltre al futuro papa Alessandro II, si formarono alla scuola del Bec.
Nel Medioevo ai vescovi di Rennes spettavano i privilegi di incoronare i duchi di Bretagna e di essere portati a spalle da quattro baroni in occasione del loro ingresso in diocesi.
Il seminario maggiore della diocesi fu istituito nel 1670 dal vescovo Charles François de la Vieuville ed affidato all'insegnamento dei padri Eudisti, che mantennero la direzione fino alla rivoluzione. Nel 1708 monsignor de Lavardin fondò invece il seminario minore.
Nel 1790 la diocesi era costituita da 224 parrocchie e suddivisa in 2 arcidiaconati, di Rennes e del Désert, e 8 decanati.
In seguito al concordato con la bolla Qui Christi Domini di papa Pio VII del 29 novembre 1801 la diocesi si ampliò, incorporando la maggior parte dei territori delle diocesi di Dol e di Saint-Malo, che furono soppresse, nonché alcune parrocchie delle diocesi di Nantes e di Vannes. Nel contempo cedette tre parrocchie alla diocesi di Nantes.
L'antica cattedrale gotica del XII secolo minacciò di rovinare nel Settecento e fu decisa la sua ricostruzione, ad eccezione della facciata, che già era stata ricostruita e ultimata nel Seicento. Anche a causa della rivoluzione, i lavori si protrassero per diversi decenni, durante i quali funse da procattedrale l'antica chiesa abbaziale di Saint-Melaine. La nuova cattedrale fu consacrata il giorno di Pasqua del 1844.
Il 3 gennaio 1859 è stata elevata al rango di arcidiocesi metropolitana in forza della bolla Ubi primum di papa Pio IX. La provincia ecclesiastica era costituita dalle diocesi di Vannes, di Quimper e di Saint-Brieuc.
Il 13 febbraio 1880 agli arcivescovi di Rennes fu concesso di aggiungere al proprio titolo quelli delle sedi soppresse di Dol e di Saint-Malo.
Il 12 febbraio 1936, con la lettera apostolica Paterna caritas, papa Pio XI ha proclamato San Melanio vescovo patrono principale dell'arcidiocesi.
Fra il 1995 e il 2002 la struttura amministrativa dell'arcidiocesi è stata riorganizzata accorpando le parrocchie storiche in nuove parrocchie composte da più comunità locali.

## Cronotassi dei vescovi
Si omettono i periodi di sede vacante non superiori ai 2 anni o non storicamente accertati.
- ? † (menzionato nel 453)[6]
- Atenio † (prima del 461 - dopo il 465 circa)
- Sant'Amando †[7]
- San Melanio † (prima del 511 - dopo il 515/520)
- Febediolo † (menzionato nel 549)[8]
- Vittorio † (menzionato nel 567)
- Aimoaldo † (prima del 614 - dopo il 616)
- Duriotoro † (menzionato nel 650)[9]
- Desiderio ? † (menzionato nel 687 circa)[10]
- San Moderano † (al tempo del re Chilperico II, dimesso)
  - Agateo † (usurpatore)
  - Amitto † (usurpatore)[11]
- Wernario † (prima dell'843 - dopo l'859)[12]
- Electramno † (prima del 12 agosto 866[13] - dopo l'871)
- Nordoardo † (menzionato nel 954 circa)
- Teobaldo † (menzionato nel 990)
- Gautier † (prima del 1014 - dopo il 1032)
- Guérin † (menzionato nel 1037)[14]
- Triscan †
- Mainon † (prima del 1049 - 20 agosto 1076 deceduto)
- Sylvestre de la Guerche † (1076 - 18 gennaio 1096[15] deceduto)
- Marbode, O.S.B. † (1096 - 11 settembre 1123 deceduto)
- Rouaud † (1123 - 21 novembre 1126 deceduto)
- Hamelin † (15 maggio 1127 - 2 febbraio 1141 deceduto)
- Alain I † (1141 - 1º maggio 1156[16] deceduto)
- Etienne de la Rochefoucaud † (1156[17] - 4 settembre 1166 deceduto)
- Robert I † (1166 - 9 dicembre 1167 deceduto)
- Etienne de Fougères † (1168 - 23 dicembre 1178 deceduto)
- Philippe, O.Cist. † (1179 - 8 aprile 1181 deceduto)
- Jacques I † (menzionato nel 1182 o 1183)[18]
- Herbert † (circa 1184 - 10 dicembre 1198 deceduto)
- Pierre de Dinan † (prima di agosto 1199 - 24 gennaio 1210 deceduto)
- Pierre de Fougères † (prima di luglio 1210 - 10 luglio 1222 deceduto)
- Josselin de Montauban † (prima di maggio 1223 - 31 ottobre 1235 deceduto)
- Alain II † (prima del 1237 - prima di giugno 1239 deceduto)
- Jean Gicquel † (1239 - 15 gennaio 1258 deceduto)
- Gilles I † (prima di ottobre 1258 - 26 settembre 1259 deceduto)
- Maurice de Trésiguidy (o de Trelidi) † (1260 - 18 settembre 1282 deceduto)
- Guillaume de la Roche-Tanguy † (1282 - 20 settembre 1297 deceduto)
- Jean de Samois, O.F.M. † (28 marzo 1298 - 3 febbraio 1299 nominato vescovo di Lisieux)
- Gilles II † (11 febbraio 1299 - ?)[19]
- Yves I † (menzionato nel 1304)
- Gilles III † (prima di marzo 1306 - 27 settembre 1306 deceduto)
- Guillaume † (menzionato nel 1310)
- Alain de Châteaugiron I † (circa 1311 - 12 aprile 1327 deceduto)
- Alain de Châteaugiron II † (giugno 1327 - 21 novembre 1328 deceduto)
- Guillaume Ouvrouin † (18 maggio 1329 - 1345 deceduto)
- Yves de Rosmadec † (1345 - 14 ottobre 1347 deceduto)
- Arcand o Artaud, O.S.B. † (24 ottobre 1347 - 1354 deceduto)[20]
- Pierre de Laval † (15 aprile 1354 - 11 gennaio 1357 deceduto)
- Guillaume Poulart (o Gibon) † (5 giugno 1357 - 14 gennaio 1359 nominato vescovo di Saint-Malo)
- Pierre Benoît (o de Guémené) † (14 gennaio 1359 - 1362 o 1363 deceduto)
- Raoul de Tréal † (16 gennaio 1363[21] - 13 febbraio 1383 deceduto)
- Guillaume Briz o de Brie † (27 aprile 1384 - 27 agosto 1386 nominato vescovo di Dol)
- Antoine de Lovier † (27 agosto 1386 - 19 ottobre 1389 nominato vescovo di Maguelonne)
- Anselme de Chantemerle † (8 novembre 1389 - 1º settembre 1427 deceduto)
- Guillaume Brillet † (26 settembre 1427 - 26 maggio 1447 dimesso[22])
- Robert de la Rivière † (26 maggio 1447 - 18 marzo 1450 deceduto)
- Jacques d'Espinay-Durestal † (25 aprile 1450 - gennaio 1482 deceduto)
- Michel Guibé † (29 marzo 1482 - febbraio 1502 deceduto)
- Robert Guibé † (24 marzo 1502 - 29 gennaio 1507 nominato vescovo di Nantes)
- Yves Mahyeuc o Mayeu, O.P. † (29 gennaio 1507 - 20 settembre 1541 deceduto)
- Claude Dodieu † (20 settembre 1541 succeduto - 4 aprile 1558 deceduto)
- Bernardin de Bochetel (Bouchelet) † (15 gennaio 1561 - 1565 dimesso)
- Bertrand de Marillac, O.F.M. † (26 ottobre 1565 - 29 maggio 1573 deceduto)
- Aymar Hennequin † (3 luglio 1573 - 13 gennaio 1596 deceduto)
- Arnaud d'Ossat † (9 settembre 1596 - 26 giugno 1600 nominato vescovo di Bayeux)
- François L'Archiver † (17 giugno 1602 - 22 febbraio 1619 deceduto)
- Pierre Cornulier † (29 luglio 1619 - 21 luglio 1639 deceduto)
- Henri de La Mothe-Houdancourt † (7 dicembre 1640 - 1660 dimesso)
- Charles François de la Vieuville † (16 febbraio 1660 - 29 gennaio 1676 deceduto)
- François de Bouthilier-Chavigny † (22 giugno 1676 - 1676 dimesso)
- Jean-Baptiste de Beaumanoir de Lavardin † (8 novembre 1676 - 23 maggio 1711 deceduto)
- Christophe-Louis Turpin de Crissé de Sanzay † (1º giugno 1712 - 27 settembre 1724 nominato vescovo di Nantes)
- Charles-Louis-Auguste Le Tonnelier de Breteuil † (11 giugno 1725 - 24 aprile 1732 deceduto)
- Louis-Guy de Guérapin de Vauréal † (21 luglio 1732 - 3 marzo 1759 dimesso)
- Jean-Antoine de Toucheboeuf de Beaumont des Junies † (9 aprile 1759 - 30 maggio 1761 dimesso)
- Henri-Louis-René Des Nos † (13 luglio 1761 - 25 gennaio 1770 dimesso)
- François Bareau de Girac † (12 marzo 1770 - 1801 dimesso)
- Jean-Baptiste-Marie de Maillé de la Tour-Landry † (24 aprile 1802 - 25 novembre 1804 deceduto)
- Etienne-Célestin Enoch † (22 marzo 1805 - 12 novembre 1819 dimesso)
- Charles Mannay † (21 febbraio 1820 - 5 dicembre 1824 deceduto)
- Claude-Louis de Lesquen † (21 marzo 1825 - 21 gennaio 1841 dimesso)
- Godefroy Brossais-Saint-Marc † (12 luglio 1841 - 26 febbraio 1878 deceduto)
- Charles-Philippe Place † (15 luglio 1878 - 5 marzo 1893 deceduto)
- Jean-Natalis-François Gonindard † (5 marzo 1893 succeduto - 17 maggio 1893 deceduto)
- Guillaume-Marie-Joseph Labouré † (15 giugno 1893 - 21 aprile 1906 deceduto)
- Auguste-René-Marie Dubourg † (6 agosto 1906 - 22 settembre 1921 deceduto)
- Alexis-Armand Charost † (22 settembre 1921 succeduto - 7 novembre 1930 deceduto)
- René-Pierre Mignen † (21 luglio 1931 - 1º novembre 1939 deceduto)
- Clément-Emile Roques † (11 maggio 1940 - 4 settembre 1964 deceduto)
- Paul Joseph Marie Gouyon † (4 settembre 1964 succeduto - 15 ottobre 1985 ritirato)
- Jacques André Marie Jullien † (15 ottobre 1985 succeduto - 1º settembre 1998 dimesso)
- François de Sales Marie Adrien Saint-Macary † (1º settembre 1998 succeduto - 26 marzo 2007 deceduto)
- Pierre d'Ornellas, succeduto il 26 marzo 2007

## Istituti religiosi presenti in arcidiocesi
- Canonichesse regolari ospedaliere della misericordia di Gesù
- Monache carmelitane
- Monache clarisse
- Compagnia di Maria
- Congregazione dello Spirito Santo
- Congregazione di Gesù e Maria
- Congregazione di Santa Croce
- Monache domenicane
- Famiglia Missionaria di Nostra Signora
- Figlie della carità di San Vincenzo de' Paoli
- Figlie della Divina Provvidenza
- Figlie della Provvidenza di Saint-Brieuc
- Figlie della Sapienza
- Figlie dello Spirito Santo
- Figlie di Gesù
- Figlie di Santa Maria della Presentazione
- Fratelli Ausiliari
- Fratelli delle scuole cristiane
- Fratelli dell'istruzione cristiana di Ploërmel
- Fratelli maristi delle scuole
- Istituto di Cristo Re Sommo Sacerdote

- Oblate di San Benedetto, ancelle dei poveri
- Ordine dei frati minori
- Ordine dei frati predicatori
- Orsoline dell'unione romana
- Piccole sorelle dei poveri
- Piccole suore dell'Assunzione
- Religiose del Sacro Cuore di Maria Vergine Immacolata
- Suore dei Sacri Cuori di Gesù e di Maria
- Suore del Bambino Gesù di Le Mans
- Suore del Sacro Cuore di Gesù
- Suore dell'Immacolata Concezione di Saint-Méen-Le-Grand
- Suore della Provvidenza di Pommeraye
- Suore della Provvidenza di Ruillé
- Suore di Cristo Redentore di Rillé
- Suore di Maria-Giuseppe e della Misericordia
- Suore di Nostra Signora dell'Immacolata Concezione
- Suore di Nostra Signora di Briouze
- Suore di San Tommaso di Villanova
- Suore domenicane dell'Immacolata Concezione
- Suore missionarie di Nostra Signora degli Apostoli
- Unione di Nostra Signora della Carità

## Statistiche
L'arcidiocesi nel 2022 su una popolazione di 1.078.000 persone contava 873.000 battezzati, corrispondenti all'81,0% del totale.
| anno | popolazione | popolazione | popolazione | presbiteri | presbiteri | presbiteri | presbiteri                | diaconi | religiosi | religiosi | parrocchie |
| anno | battezzati  | totale      | %           | numero     | secolari   | regolari   | battezzati per presbitero | diaconi | uomini    | donne     | parrocchie |
| ---- | ----------- | ----------- | ----------- | ---------- | ---------- | ---------- | ------------------------- | ------- | --------- | --------- | ---------- |
| 1950 | 555.000     | 578.300     | 96,0        | 1.310      | 1.160      | 150        | 423                       |         | 300       | 3.600     | 390        |
| 1970 | 640.000     | 660.000     | 97,0        | 1.091      | 981        | 110        | 586                       |         | 359       | 3.500     | 401        |
| 1980 | 677.600     | 711.000     | 95,3        | 872        | 790        | 82         | 777                       |         | 291       | 2.500     | 404        |
| 1990 | 700.000     | 749.764     | 93,4        | 648        | 563        | 85         | 1.080                     | 8       | 178       | 2.261     | 402        |
| 1999 | 784.000     | 865.000     | 90,6        | 527        | 505        | 22         | 1.487                     | 15      | 120       | 1.517     | 402        |
| 2000 | 785.000     | 867.533     | 90,5        | 581        | 506        | 75         | 1.351                     | 17      | 97        | 1.549     | 402        |
| 2001 | 785.000     | 867.533     | 90,5        | 595        | 500        | 95         | 1.319                     | 18      | 95        | 1.445     | 402        |
| 2002 | 785.000     | 881.000     | 89,1        | 500        | 468        | 32         | 1.570                     | 20      | 93        | 1.405     | 402        |
| 2003 | 786.000     | 894.000     | 87,9        | 537        | 505        | 32         | 1.463                     | 21      | 123       | 1.326     | 84         |
| 2004 | 794.264     | 903.400     | 87,9        | 524        | 496        | 28         | 1.515                     | 26      | 116       | 1.305     | 84         |
| 2010 | 824.000     | 945.000     | 87,2        | 430        | 340        | 90         | 1.916                     | 35      | 140       | 1.190     | 82         |
| 2014 | 840.000     | 1.024.246   | 82,0        | 331        | 298        | 33         | 2.537                     | 39      | 101       | 1.005     | 79         |
| 2017 | 836.900     | 1.032.240   | 81,1        | 277        | 268        | 9          | 3.021                     | 42      | 84        | 730       | 77         |
| 2020 | 871.500     | 1.076.000   | 81,0        | 272        | 240        | 32         | 3.204                     | 49      | 84        | 693       | 77         |
| 2022 | 873.000     | 1.078.000   | 81,0        | 263        | 227        | 36         | 3.319                     | 52      | 88        | 693       | 74         |